# مابل على المقود
مابل على المقود (بالإنجليزية: Mabel at the Wheel)‏، وهو فيلم كوميدي أمريكي صامت من عام 1914 بطولة تشارلي تشابلن تم إنتاجه في استوديوهات كيستون.

## طاقم التمثيل
- تشارلي تشابلن - الوغد
- مابل نورماند - مابل
- هاري مكوي - صديق مابل
- تشيستر كونكلين - والد مابل
- ماك سينيت - مراسل
- سانت جون - التابع
- جو بوردو - شخصية مشبوهة
- ماك سوين - المتفرج
- ويليام هوبر - مساعد مابل
- دان ألبرت - المتفرج الهتاف (غير معتمد)
- تشارلز أفري - المتفرج في المنصة الكبرى (غير معتمد)
- تشارلي تشيس - المتفرج (غير معتمد)
- أليس دافنبورت - المتفرج في المنصة الكبرى (غير معتمد)
- مينتا دورفي - المتفرج في المنصة الكبرى (غير معتمد)
- إدغار كينيدي - المتفرج في المنصة الكبرى (غير معتمد)
- تشارلز لاكين - المتفرج الهتاف (غير معتمد)
- غروفر ليغون - التابع (غير معتمد)
- فريد ميس - شخصية مشبوهة (غير معتمد)
- إدوارد نولان - المتفرج (غير معتمد)
- فريد واغنر - مبتدئ السباق (غير معتمد)

## روابط خارجية
- مابل على المقود على موقع IMDb (الإنجليزية)
- مابل على المقود على موقع روتن توميتوز (الإنجليزية)
- مابل على المقود على موقع ألو سيني (الفرنسية)
- مابل على المقود على موقع أول موفي (الإنجليزية)
- مابل على المقود على موقع فيلمافينيتي (الإسبانية)
- مابل على المقود على موقع قاعدة بيانات الأفلام السويدية (السويدية)
- مابل على المقود على موقع قاعدة بيانات الفيلم (الإنجليزية)
- مابل على المقود على موقع ليتربوكسد (الإنجليزية)
- مابل على المقود على موقع كينوبويسك (الروسية)